# Flora MacDonald
Flora MacDonald (Milton, 1722 – Kingsburgh, 4 maart 1790) was een heldin van de Schotse jacobieten, omdat zij haar leven riskeerde om Bonnie Prince Charlie te helpen ontsnappen.

## Afkomst
Flora was de dochter van Ranald MacDonald van Milton op het eiland South Uist en Marion, dochter van Angus MacDonald.
Haar vader stierf toen zij een kind was en haar moeder werd ontvoerd en moest Hugh MacDonald van Armadale (Skye) huwen. Ze groeide op onder de voogdij van de clan de MacDonalds van Clanranald.

## Jacobitische opstand
In 1745 ontketenden de Jacobieten een opstand om de katholieke Bonnie Prince Charlie op de Schotse troon te krijgen. De opstand werd neergeslagen tijdens de Slag bij Culloden in 1746 en de prins moest vluchten.

### Plan
Flora was in de zomer 1746 bij haar broer in Milton op Uist, toen de prins daar zijn toevlucht zocht. Het was voor hem te gevaarlijk om daar lang te blijven. Het plan werd geopperd dat hij verkleed als dienstmeid van Flora door de Engelse linies kon komen. Wellicht dat het idee kwam van haar stiefvader, Hugh MacDonald. Hugh was weliswaar geen jacobiet en voerde bovendien het commando over de koninklijke troepen op het eiland, maar wilde niet dat de prins gevangen werd. Flora ontmoette de prins, kapitein O'Neill en Neil MacEachan, waarbij het plan werd uiteen gezet. Zij weigerde in eerste instantie, omdat zij de MacDonalds van Kingsburgh, waar de prins onderdak geboden zou worden, niet in gevaar wilde brengen. Een tweede plan werd geopperd, om de prins te verbergen bij een neef van Flora op North Uist; het gevaar hiervan was echter nog groter. Flora toonde zich daarop bereid het oorspronkelijke plan toch ten uitvoer te brengen. De prins werd als haar Ierse dienstmeid Betty Burke naar Skye gesmokkeld. Haar stiefvader gaf Flora een vrijgeleide mee die meldde dat hij haar en haar dienstmeid, Betty Burke, onder begeleiding van MacEachan terugstuurde naar haar moeders huis op Skye vanwege de gevaarlijke tijden. Hij gaf haar eveneens een brief mee, bestemd voor zijn vrouw, Flora's moeder, waarin hij repte over de Ierse dienstmeid die mogelijk wat boers was, maar wel een goede spinster was. Zijn vrouw mocht de spinster houden of wegsturen.

### Naar Skye
Flora en haar reisgezellen vertrokken in een open boot. Ze kwamen bij Ardmore Point in een storm terecht. Ze probeerden daar vervolgens aan land te gaan, maar werden beschoten door soldaten. Uiteindelijk lukte het de groep nabij Monkstadt aan land te gaan, nadat ze via Waternish Head en over de mond van Loch Snizort gereisd waren. Hier ontving Lady Margaret MacDonald hen. Ondertussen werd de prins iets verder langs de kust verborgen bij wat later Prince Charlie's Point genoemd werd. Flora kreeg, samen met Lady Margaret, de officier, die de in Monkstadt gelegerde troepen commandeerde, zover dat ze - samen met haar Ierse dienstmeid - door mocht reizen en zelfs een escorte meekreeg.
Flora en haar reisgezellen bereikten veilig Kingsburgh House. De dag erna vertrokken Flora en MacEachan naar Portree; de prins werd over een voetpad naar het Royal Hotel (toen een herberg) gebracht. Hier wachtte kapitein Donald Roy MacDonald hem op, die hem begeleidde naar de boot van een man met de bijnaam de jonge Raasay, welke hem naar Raasay bracht.
Flora werd enige tijd erna gearresteerd in verband met haar aandeel in de ontsnapping van de prins. Ze werd gevangengezet in Dunstaffnage Castle en later in de Tower of London. Zij werd vrijgelaten in 1747 dankzij een generaal pardon en keerde terug naar Skye.

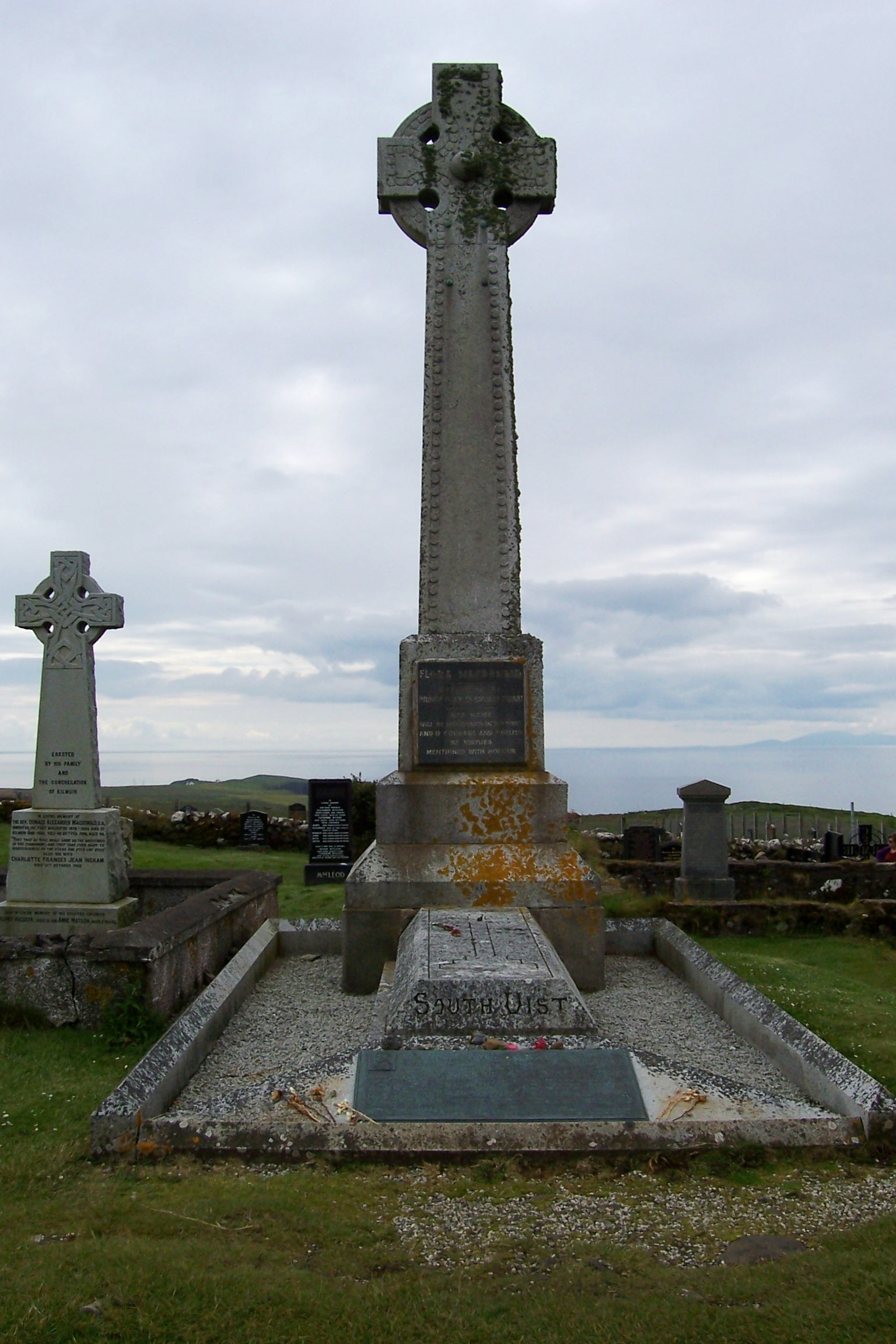
Graf van Flora MacDonald in Kilmuir, Skye

## Huwelijk en overlijden
Flora huwde in 1750 met Alan MacDonald of Kingsburgh, die kapitein in het Britse leger was. Ze woonden eerst in Flodigarry House en later in Kingsburgh op Skye. Hierna woonden ze tussen 1773 en 1779 in North Carolina (Verenigde Staten). Na de Amerikaanse Onafhankelijkheidsoorlog keerde de familie terug naar Skye in Schotland.
Haar dochter huwde de privéleraar van de jonge clanleider van MacLeod. Haar dochter ging na haar huwelijk wonen in Dunvegan Castle. Flora trok bij deze dochter in en woonde daar gedurende haar laatste levensjaren. Ze stierf na een zware ziekte, op 4 maart 1790. Ze liet haar dochter meerdere goederen na, waaronder een speldenkussen met daarop de namen van gevallenen van Culloden geborduurd. Ook liet ze een haarlok van Bonnie Prince Charlie na. Deze attributen zijn opgenomen in het museum van Dunvegan Castle.
Flora werd begraven op de begraafplaats van Kilmuir, aan de noordkant van Skye. Op haar graf staat een modern keltisch kruis. Op de tombe zijn de woorden van dr. Samuel Johnson te lezen: A name that will be mentioned and, if courage and fidelity be virtues, mentioned with honour (Een naam die genoemd zal worden en, als moed en betrouwbaarheid deugden zijn, genoemd zal worden met eer).
In Inverness staat voor de rechtbank, gevestigd in Inverness Castle, een standbeeld uit ongeveer 1958 van Flora.